# Famille de Touchebœuf

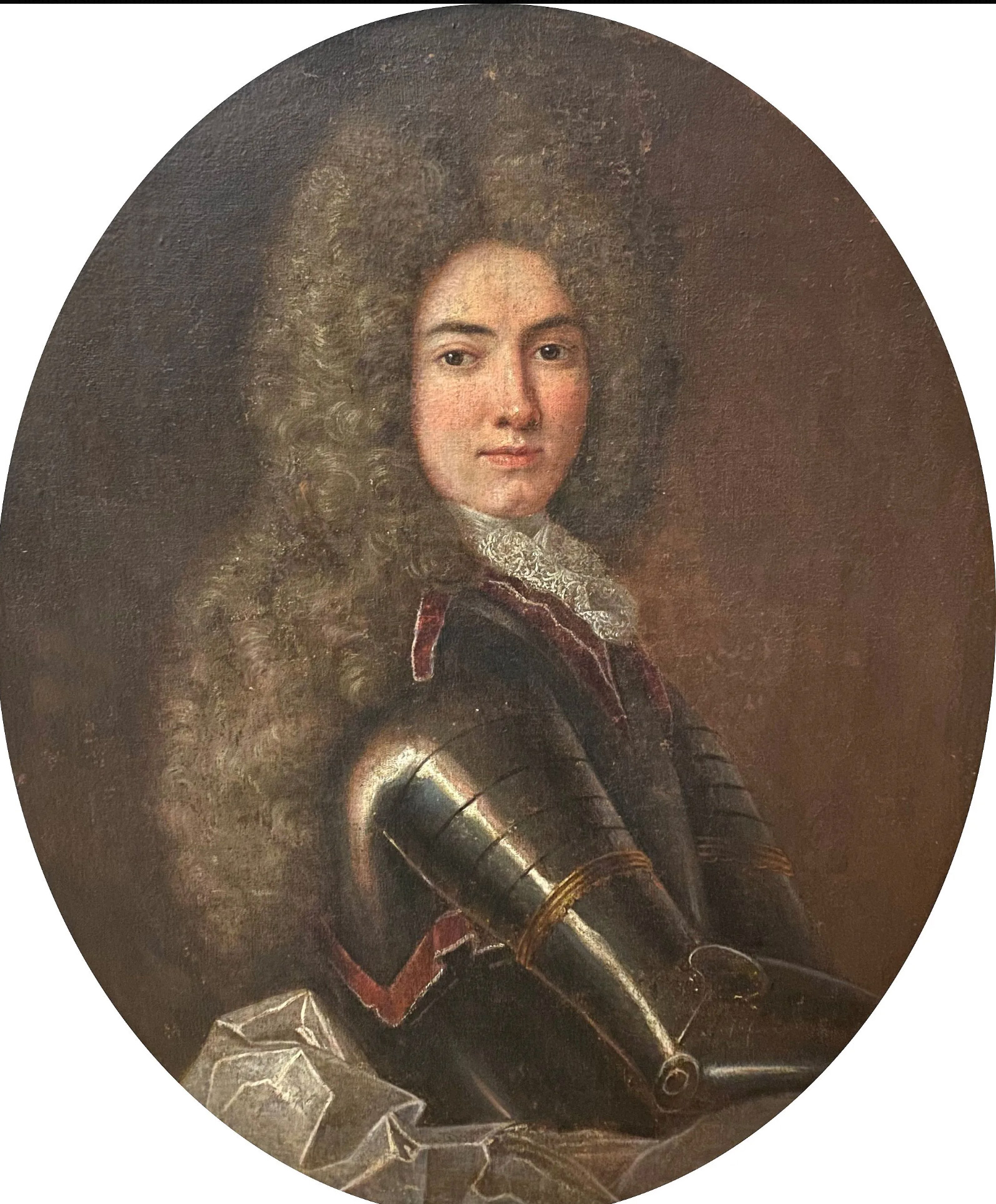
François III de Toucheboeuf XVIIIe siècle France

La famille de Touchebœuf est une famille subsistante de la noblesse française, d'extraction médiévale sur preuves de 1379, originaire du Limousin, passée en Périgord et en Quercy, puis en Normandie, Flandres et Lorraine.
Elle a formé cinq branches, dont seule subsiste aujourd'hui la branche périgourdine de Touchebœuf-Beaumond.[réf. nécessaire]

## Origine
Une tradition, rapportée par Saint-Allais, dit que cette famille serait originaire de Bretagne ou d'Anjou et qu'elle vint à la suite du roi Pépin le Bref, faisant partie du groupe de conquérants Français que ce prince laissa dans la vicairie de Turenne après en avoir fait la conquête sur Waïfre, duc d'Aquitaine. Il s'agit de suppositions que les historiens ne peuvent absolument pas prouver, en raison de la rareté des monuments historiques d'une époque aussi reculée, et parce que les surnoms n'ont commencé à devenir héréditaires que longtemps après. 
Au XIVe siècle, on trouve la famille Touchebœuf établie dans la Vicomté de Turenne, au sud de Brive-la-Gaillarde (Corrèze), comme en font foi plusieurs chartes de ce siècle et du suivant, qui prouvent en même temps qu'elle y possédait des fiefs et une partie de la justice et de la terre de Meyssac,,.
La famille de Touchebœuf est membre de l'ANF, depuis 1983.

## Filiation
La filiation suivie et prouvée débute en 1379 avec le premier acte de Bernard Ier Toucheboeuf :
Bernard Ier Touchebœuf, seigneur de La Roche, coseigneur de Meyssac, marié vers 1380 avec Galienne de Beaumont,, fille de Pierre et de Jeanne Robert de Lignerac. Elle hérita du château de Pierretaillade, ainsi que des terres de Saint-Brandilh et Saint-Bonnet. Elle teste en 1434 en laissant deux fils et deux filles :
- Pierre Touchebœuf, marié avec Jeanne de Plas, décédé le 18 mai 1457[8], qui continue la branche aînée, dite par la suite de Clermont-Touchebœuf, dont on connaît trois enfants :
  - Jean Ier Touchebœuf, dit de Clermont, marié en premières noces, en 1440, avec la marquise de Gavis avec laquelle il eut un garçon[8] et deux filles et en secondes noces, en 1469, avec Jeanne de Cornil avec laquelle il eut filles.
- Jean Ier Touchebœuf, dit de Beaumont[7], qui est la souche de la branche de Touchebœuf-Beaumont[7], marié dont on connaît deux enfants
  - Jean II Touchebœuf de Beaumont[7], né vers 1420 à Meyssac, seigneur de Meyssac et de Pierretaillade, marié en 1452 à Thenon avec Pétronne de Ferrières de Sauveboeuf
  - Catherine Touchebœuf de Beaumont[7] mariée en 1439 avec Arnaud de Marciron

## Branches
Deux des cinq branches de cette famille se sont éteintes avant 1818.
1. Branche de Clermont, dite Clermont-Touchebœuf; éteinte en 1689
2. de Clermont Monsec
3. de Beaumond[7] de Pierre Taillade[9],[10] devenu de Beaumond des Junies de Ferrières [11]
4. de Beaumond[7] de la Mothe ; éteinte vers 1700
5. de Beaumond[7] de Flaujac ; éteinte en 1660
6. de Bonnecoste ; éteinte en 1691
7. de Beaumond[7] de la Conté ; éteinte en 1684
8. de Beaumond[7] du Piquet[10] devenu de Beaumond[7] de Beauregard
9. de Beaumond[7] du Piquet[10] devenu de Beaumond[7] de Saint Georges ou de Beaumond[7] de la Tour ; éteinte en 1813.

## Personnalités

### Personnes non rattachées à la filiation prouvée
Géraldus Tocobiou, ou Géraud Touchebœuf, est le premier porteur de ce nom que l'on connaisse. Il est témoin de donations faites à l'église Saint-Pierre d'Uzerche par Raimond Ier vicomte de Turenne, entre 1060 et 1108. Il avait des droits sur neuf villages, à Gondres près de Turenne. Il est mort avant 1113. Il eut plusieurs enfants dont :
- Peire Tochabou, ou Pierre Touchebœuf, fut l’un des onze nobles qui assistèrent à Tulle, le 21 décembre 1143, à l'enterrement de Bozon II, vicomte de Turenne, tué au siège du château de Saint-Paul-la-Roche en Périgord, dont :
  - Géraud II Touchebœuf, qui donna une rente au monastère d'Obazine. Il fut garant de diverses donations dont une du vicomte de Turenne en 1160[12]
  - Geoffroy Touchebœuf[12], qui suit
  - Hugues Touchebœuf, connu par les donations qu'il fit, avec ses frères, à l'abbaye d'Aubazine
  - Guillaume ou Willaume Touchebœuf ou Guillaume Toccabuo, qui fit don à Obazine avec Hugues et Hélie Touchebœuf, ses frères, d'un pré situé à Saint-Pallavi, pour leur sœur, lorsqu'elle se fit religieuse au monastère féminin du Coiroux, à Aubazine. Il prit lui-même l'habit religieux[12].
  - Hélie Touchebœuf[12], bienfaiteur de l'abbaye d'Obazine

Geoffroy Touchebœuf fit don à l'abbaye d'Aubazine avec Hugues, son frère, d'une rente de 6 setiers de froment qu'ils avaient sur les jardins à Sarrazac (Dordogne). Il vivait en 1178. Les généalogistes trouvent comme successeur Géraud Touchebœuf, qu'ils pensent être son fils :
- Géraud III Touchebœuf fit don de quelques cens à l'abbaye d'Obazine et vivait en 1190.

Bertrand Touchebœuf, chevalier, sert à partir de  1343 avec son écuyer dans les armées du roi Philippe VI de France, dit Philippe de Valois . En 1346, a lieu la Bataille de Crécy à laquelle  participent le ban et l'arrière-ban des chevaliers français.
Nicolas Viton de Saint-Allais donne les degrés suivants, sans que la continuité filiative soit absolument assurée[réf. à confirmer] :
Pierre Touchebœuf, marié à Guilhelmine N., fut père de :
- Guillaume II Touchebœuf, mineur en 1255, dont :
  - Raimond Touchebœuf, décédé avant (ou en) 1311[13], marié à demoiselle de La Roche de Mayssac[8], dont :
    - Géraud IV Touchebœuf, seigneur de La Roche, coseigneur de Meyssac[8] (Corrèze), connu par divers actes entre 1311 et 1349, dont :
      - Raimond II Touchebœuf, seigneur de la Roche, coseigneur de Meyssac, décédé après 1360[8], marié avec Françoise N., dont :
        - Bernard Ier Toucheboeuf[8], qui suit

    - Guillaume Touchebœuf
    - Raimond Touchebœuf, dit Raimond de La Roche, bachelier ès lois, marié à demoiselle de Chaunac

### Hommes d'église
- Jean-Antoine de Touchebœuf-Beaumont des Junies (1705-1762), évêque de Rennes de 1759 à 1761.

### Ancien Régime
Liste des officiers de la famille de Touchebœuf recensés dans les armées du royaume de France (source Viton de Saint-Allais)[réf. à confirmer]
- François de Touchebœuf, lieutenant de la sénéchaussée du Quercy. Il participe en 1572 au siège de Cahors.
- Antoine de Touchebœuf, écuyer en 1581 de la grande écurie du duc d'Alençon, frère du roi Henri III, mestre de camp d'un régiment d'infanterie composé de six enseignes de 100 hommes chacune, sous la charge du duc de Clermont. Nommé sénéchal du Quercy le 30 novembre 1590 il meurt au combat au siège de Puylaroque en 1591.
- Guy de Touchebœuf, chambellan du duc d'Anjou, (futur roi Henri III), capitaine d'une compagnie de 50 hommes d'Armes, sous la charge du baron de Biron, avant le 15 novembre 1587, date où il est nommé sénéchal du Quercy. Il est promu gouverneur du Quercy le 30 janvier 1588.
- Bonaventure de Touchebœuf, capitaine d'infanterie, sous le commandement du maréchal de Thémines, dans l'armée du roi Louis XIII. Il est tué au siège du Mas d'Azil en Agenois, lors de la bataille de 1625.
- Guyon de Touchebœuf. En 1633, il est colonel d'un régiment de son nom de 1 500 hommes à pied. Il se distingue en diverses occasions, notamment à la bataille de Leucate en Languedoc, au siège de Turin, en Piémont, des Îles de Sainte-Marguerite et Saint-Honorat. Il participe à d'autres opérations en Lorraine et en Allemagne. Pour marquer sa reconnaissance le roi Louis XIII érige la baronnie de Clermont en comté en 1642. Guyon de Toucheboeuf est nommé sergent de Guerre, ce qui correspond au grade de maréchal de camp, par brevet du 19 août 1646. Il fait le siège de Dunkerque. Il est tué au siège de Lerida, en Estrémadure, le 1er octobre 1646.
- Jacques Victor de Touchebœuf, comte de Clermont, baron de Gourdon, de Gramat, de Thégra, seigneur de Verteillac, de Chapdeuil, de l'Aiguilhac, Saint-Projet, Saint-Géry, Saint-Pantaléon, Valady, Valabrègues, Pestilhac, par sa femme, Jeanne de Gauléjac, vicomte de Puycalvel, seigneur de Dégagnac, Besse, Saint-Sauveur, Mailargues, Nougayrols, etc., capitaine d'une compagnie de chevau-légers le 25 février 1646[3][réf. à confirmer].
- Jean-Alexandre-Emmanuel-Marie de Touchebœuf, comte de Clermont; seigneur de Besse, né en 1760, a émigré en 1791, a fait partie de l'armée des princes en 1792, puis est allé en Hollande, puis en Angleterre avant de s'installer en Irlande en 1794 où il a rédigé des mémoires pour décrire ses seigneuries[14].
- François de Touchebœuf, capitaine de Chevau-Légers au régiment d'Auvergne le 1er mars 1674. Major au régiment de Gassion cavalerie le 20 novembre 1675, puis major des régiments de Pracomtal et de Langallerie, major du régiment de Locmaria le 20 février 1686. Lieutenant-colonel du régiment de Champlin, puis du régiment de cavalerie de Savines le 18 mai 1695. Lieutenant-colonel du régiment de Hornes cavalerie, puis mestre de camp du régiment du Maine le 1er février 1702.
- Jacques René de Touchebœuf, capitaine-major des carabiniers du comte de Toulouse, en 1706.
- René de Touchebœuf, capitaine de dragons en 1706.
- Isaac de Touchebœuf, né en 1666, capitaine aux Gardes-Françaises du roi Louis XIV. Tué à Maastricht en 1704.
- Jean-Baptiste François de Touchebœuf, né en 1692, sert dans les Mousquetaires.
- François de Touchebœuf, cornette au régiment d'Asfeld dragons, en 1691.  Capitaine au régiment d'Aubigny dragons en 1706.
- Pierre de Touchebœuf, capitaine d'infanterie au régiment d'Aubusson cavalerie, sous le commandement en chef du maréchal de Villars, mort au combat à Condé-sur-Escaut, lors de la Bataille de Denain, en 1712.
- Jean-Baptiste de Touchebœuf, né en 1692, officier au régiment d'Auvergne-Infanterie.
- Antoine de Touchebœuf, capitaine au Régiment Colonel-Général dragons en 1719.
- François de Touchebœuf, né en 1674, cornette dans la compagnie Villereuil, régiment d'Asfeld de dragons étranger en 1723. Capitaine dans le régiment de Normandie.
- Charles Gabriel de Touchebœuf, capitaine en 1743, chevalier de l'ordre de Saint-Louis le 14 novembre 1747, capitaine de Grenadiers au régiment de Normandie le 17 novembre 1758.
- Jacques Gabriel de Touchebœuf, cornette de la 4e compagnie du régiment de commissaire-général-cavalerie, le 25 octobre 1746.
- Jean-François de Touchebœuf, capitaine au régiment de Normandie jusqu'au 7 novembre 1743.
- Armand Augustin de Touchebœuf, né le 22 janvier 1750 aux Junies, sous-lieutenant au régiment de Belsunce dragons en 1768, il émigre en 1791. Il meurt au château d'Auragne le 27 février 1815.
- Guillaume de Touchebœuf, porte-étendard au régiment du Roi cavalerie en 1763, lieutenant de la compagnie de Limières en 1767.
- Jean-Louis Alexandre de Touchebœuf, né en 1765,  garde de la Marine en 1779, lieutenant de vaisseau à la Guadeloupe en 1789. Chef d'escadron des Hussards de la Meurthe le 29 novembre 1815.
- Pierre François Maximilien de Touchebœuf, né en 1785, capitaine de cavalerie et aide de camp du lieutenant-général, baron de Damas, dans l'Armée de Condé, puis commandant de la 8e division de Marseille.
- Antoine Joseph Augustin de Touchebœuf, né en 1780, lieutenant au régiment d'Hohenlohe, dans l'armée de Condé.
- Grégoire de Touchebœuf, capitaine dans les troupes libres d'Afrique. Mort à l'Île de Gorée au Sénégal, le 6 octobre 1789.
- Joseph Grégoire de Touchebœuf, capitaine au régiment d'Auvergne-infanterie, dans l'Armée de Condé en 1792, puis à la compagnie des chasseurs nobles, dans le régiment de Montesson. Sous-Lieutenant dans le régiment des grenadiers du prince de Bourbon, blessé à la bataille de Berstheim le 2 décembre 1793, puis à celui de Steinenstadt en 1796. Capitaine le 1er juillet 1795, il est nommé chevalier de Saint-Louis le 7 août 1796 et chef de bataillon en 1815.

### Premier Empire
- Guillaume-Élisabeth de Touchebœuf, capitaine adjudant-major au 6e régiment de chasseurs à cheval, chevalier de la Légion d'honneur, tué à la Bataille de Leipzig, en 1813.[réf. nécessaire]

### Première Guerre mondiale
- Eugénie Marie-Jeanne de Touchebœuf (mariée sous le nom de Jeanne de l'Epinois et châtelaine du Plessis à Limeray), née le 9 février 1877 au château de Monsec à Mouzens, en Dordogne où elle est enterrée. Engagée comme infirmière durant la Première Guerre mondiale, elle fut mortellement blessée le 4 septembre 1917, dans le bombardement de l'hôpital №12 à Vadelaincourt et mourut le 9 à l’hôpital de Bar-le-Duc. Elle avait été décorée la veille du grade de chevalier de la Légion d'honneur. La motivation officielle de sa nomination, signée le 7 octobre 1917 par Paul Painlevé, président du Conseil et ministre de la Guerre, fut la suivante[15] :

« Avec un remarquable courage et le plus grand calme a aidé au sauvetage des blessés et leur a prodigué ses soins pendant le bombardement et l’incendie de l’hôpital, le 20 aout 1917. Sa présence et son attitude au milieu du danger ont été pour tout le personnel un bel exemple de courage et de sang froid. S’est de nouveau signalée pendant le bombardement du 4 septembre au cours duquel elle a été mortellement blessée. »

## Armoiries
- D'azur à deux bœufs passants d'or.[13]

## Possessions
- Château des Junies (Les Junies, Quercy)
- Château de Clermont (Linars, Quercy)
- Château de Lantis et prieuré de Lantis (Dégagnac, Quercy)
- Château de Vertillac (Quercy)
- Château de Catus et prieuré Saint-Jean de Catus (Quercy)
- Château de Monsec (Dordogne)
- Château de Ferrières (Allas-les-Mines, Dordogne)
- Château de Besse (Dordogne)

### Sources et bibliographie
- JB Vidaillet, « Clermont-Touchebœuf », dans Biographie des hommes célèbres du département du Lot, 1827] (lire en ligne), p. 466-470
- Guillaume Lacoste, Histoire générale de la province de Quercy. Tome 4 / ; publ. par les soins de MM. L. Combarieu et F. Cangardel par Guillaume Lacoste, 1883-1886 (sur Gallica)
- Catalogue des gentilshommes d'Armagnac et de Quercy : qui ont pris part ou envoyé leur procuration aux assemblées de la noblesse pour l'élection des députés aux États généraux de 1789
- Crézieux  1848 ("Notice biographique sur le Cte de Toucheboeuf-Beaumond (Joseph-Grégoire)", notice avec la généalogie de la famille)
- Albert Révérend et André F. Borel d'Hauterive, « Toucheboeuf », Annuaire de la noblesse de France et des maisons souveraines de l'Europe, Champion, vol. 28,‎ 1872, p. 209-220 (lire en ligne)
- Histoire générale de la province de Quercy", tome 2, tome 3, tome 4
- Bulletin de la Société des études littéraires, scientifiques et artistiques du Lot, 1873
- Généalogie de Bideran, Périgord, Agenais, Quercy, Poitou , par A. de Saint-Saud, Boisserie de Masmontet, R. de Manthé,... 1896
- Généalogie de la maison de Gauléjac / Magny, Ludovic de (1826-1914)
- Sigillographie du Périgord. [2] / Ph. de Bosredon 1880-1882
- Descendances d'Arlot et de Fayolle / par le Comte d'Arlot de Saint-Saud... 1934
- Notes pour servir à l'histoire des états provinciaux du Quercy / par M.-J. Baudel
- L. de Valon, « Chapitre XII - Pierre de Clermont de Toucheboeuf, prieur (1547-1552) - Les prébendiers - 1° Famille de Toucheboeuf », Bulletin de la Société scientifique, historique et archéologique de la Corrèze, Brive, Société scientifique, historique et archéologique de la Corrèze,‎ 1878, p. 537-545 (lire en ligne)
- L. de Valon, « Chapitre XIII - Jean de Clermont de Toucheboeuf, Guillaume Bertrand, prieurs (1552-1558) », Bulletin de la Société scientifique, historique et archéologique de la Corrèze, Brive, Société scientifique, historique et archéologique de la Corrèze,‎ 1878, p. 546-552 (lire en ligne)
- L. de Valon, « Chapitre XIV - François de Clermont de Toucheboeuf, prieurs (1558-1610) », Bulletin de la Société scientifique, historique et archéologique de la Corrèze, Brive, Société scientifique, historique et archéologique de la Corrèze,‎ 1878, p. 553-568 (lire en ligne)
- Abbé Albe, « Famille de Toucheboeuf », Bulletin de la Société scientifique historique et archéologique de la Corrèze,‎ 1er janvier 1910, p. 278 (lire en ligne)
- (article sur Charles de Toucheboeuf Clermont et sa généalogie) dans Mémorial universel généalogique et biographique / par des savants et des historiens et d'autres hommes de lettres de Birague, Aimé Antoine de
- Cols Bleus 1966-12-03
- Histoire des grands prieurs et du prieuré de Saint-Gilles. Tome 2 / par M. Jean Raybaud (au moins 4 membres de la famille)
- De La Ramée parle même de "noblesse française, l’une des plus illustres est sans contredit la famille de Touchebœuf" dans son article "Famille noble de Toucheboeuf" dans Le Triboulet
- Armorial de la noblesse du Périgord by Alfred de Froidefond de Boulazac... (Famille de Toucheboeuf) Bulletin de la société scientifique de..
- Nicolas Viton de Saint-Allais : Nobiliaire universel de France, ou recueil général des généalogies..., vol. 14, p 182 et suivantes
- Jean-Baptiste Bouillet, Nobiliaire d'Auvergne, vol. Ve, Clermont-Ferrand, Perol, 484 p., p. 342Bertrand de Toucheboeuf, seigneur de Meyssac, au même pays...